# Lifeline (Jesu)
Lifeline è un EP del gruppo musicale Jesu, pubblicato nel 2007.

## Tracce
1. Lifeline – 5:17
2. You Wear Their Masks – 6:18
3. Storm Comin' on – 5:58
4. End of the Road – 5:34

## Formazione

### Gruppo
- Justin Broadrick – voce, strumenti